# Transport a Estònia
El transport a Estònia depèn principalment de les xarxes de carreteres i ferrocarrils.

## Carreteres

Principals i carreteres d'Estònia

- Total: 57.565 km (inclosos 16.465 km de carreteres nacionals)
- Pavimentat: 12.926 km (inclosos 99 km de carreteres d'accés limitat)

### Carreteres nacionals
Les carreteres nacionals formen el nucli de la xarxa de carreteres d'Estònia. La seva longitud total és de 16.489 km (o el 28% de totes les carreteres), el 67% d'elles estan asfaltades. Es divideixen en 4 classes segons la seva importància:
- carreteres principals (1.607 km)
- carreteres bàsiques (2.406 km)
- carreteres secundàries (12.476 km)
- carreteres locals (18.455 km)

| Número | carretera europea | Ruta                                    | Longitud (km) | Notes |
| ------ | ----------------- | --------------------------------------- | ------------- | --- |
| T1     | E 20              | Tallinn – Narva                         | 211           | autopista de 80 km de Tallinn i 7 km entre Kukruse i Jõhvi. Continua cap a Sant Petersburg com l'A180 rus                         |
| T2     | E 263             | Tallinn – Tartu – Võru – Luhamaa        | 291           | autopista durant 79 km fora de Tallinn. Travessa Estònia en direcció sud-est des de Tallinn per unir-se a la carretera nacional 7 |
| T3     | E 264             | Jõhvi – Tartu – Valga                   | 216           | continua des de Valga fins a Riga com a A3 letó                                                                                   |
| T4     | E 67              | Tallinn – Pärnu – Ikla                  | 193           | L'autopista durant 14 km de Tallinn i 7 km de Pärnu continua des d'Ikla fins a Riga com a A1 letona                               |
| T5     |                   | Pärnu – Rakvere – Sõmeru                | 184           | des de Pärnu passant per Paide per unir-se a la carretera nacional 1 prop de Rakvere                                              |
| T6     |                   | Valga – Uulu                            | 125           | de Pärnu passant per Kilingi-Nõmme fins a Valga                                                                                   |
| T7     | E 77              | Riga – Pskov                            | 22            | secció curta al sud-est d'Estònia via Misso , continua com a A212 rus i A2 letó                                                   |
| T8     | E 265             | Tallinn – Paldiski                      | 49            | via Keila, la secció Keila - Paldiski forma part de l'E 265, que continua en ferri fins a Kapellskär                              |
| T9     |                   | Ääsmäe – Haapsalu – Rohuküla            | 81            | connexió en ferri de Rohuküla a Hiiumaa                                                                                           |
| T10    |                   | Risti – Virtsu – Kuivastu – Kuressaare  | 144           | ferri entre Virtsu i Kuivastu (comtat de Muhu)                                                                                    |
| T11    | E 265             | Carretera de circumval·lació de Tallinn | 38            | |
| T92    |                   | Tartu – Viljandi – Kilingi-Nõmme        | 130           | |

### Xarxa de vehicles elèctrics
Estònia és el primer país de la UE i del món a introduir un sistema de càrrega de servei públic a tot el país per carregar les bateries dels vehicles elèctrics. Les 165 estacions de càrrega ràpida estan equipades amb connectors de l'estàndard CHAdeMO. Es troben a tot el país, incloses les illes, i tenen una distància màxima de 40-60 km entre si. Les estacions de recàrrega també es poden navegar mitjançant una aplicació per a telèfons intel·ligents (actualment només per a Android). La xarxa relativament densa i les càrregues ràpides de 30 minuts es construeixen per permetre una xarxa de vehicles elèctrics a tot el país. El sistema ofereix un servei de reserva unitari i diverses tarifes diferents, algunes de les quals semblen atractivament baixes. La xarxa d'estacions de recàrrega situa Estònia a l'avantguarda a Europa, tot i que Noruega en realitat té una major penetració de vehicles elèctrics. Estònia té una taxa d'1 vehicle elèctric per cada 1.000 habitants, mentre que Noruega en té 4 vehicles, per cada 1.000 habitants.

## Ferrocarrils
En total: 2146 km de línies de ferrocarril, dels quals 1510 són públics (dades de 2016) .
- Via ampla de 1520 o 1524 mm: 2146 km, dels quals 132 km són electrificats
- connexió a xarxes exteriors adjacents

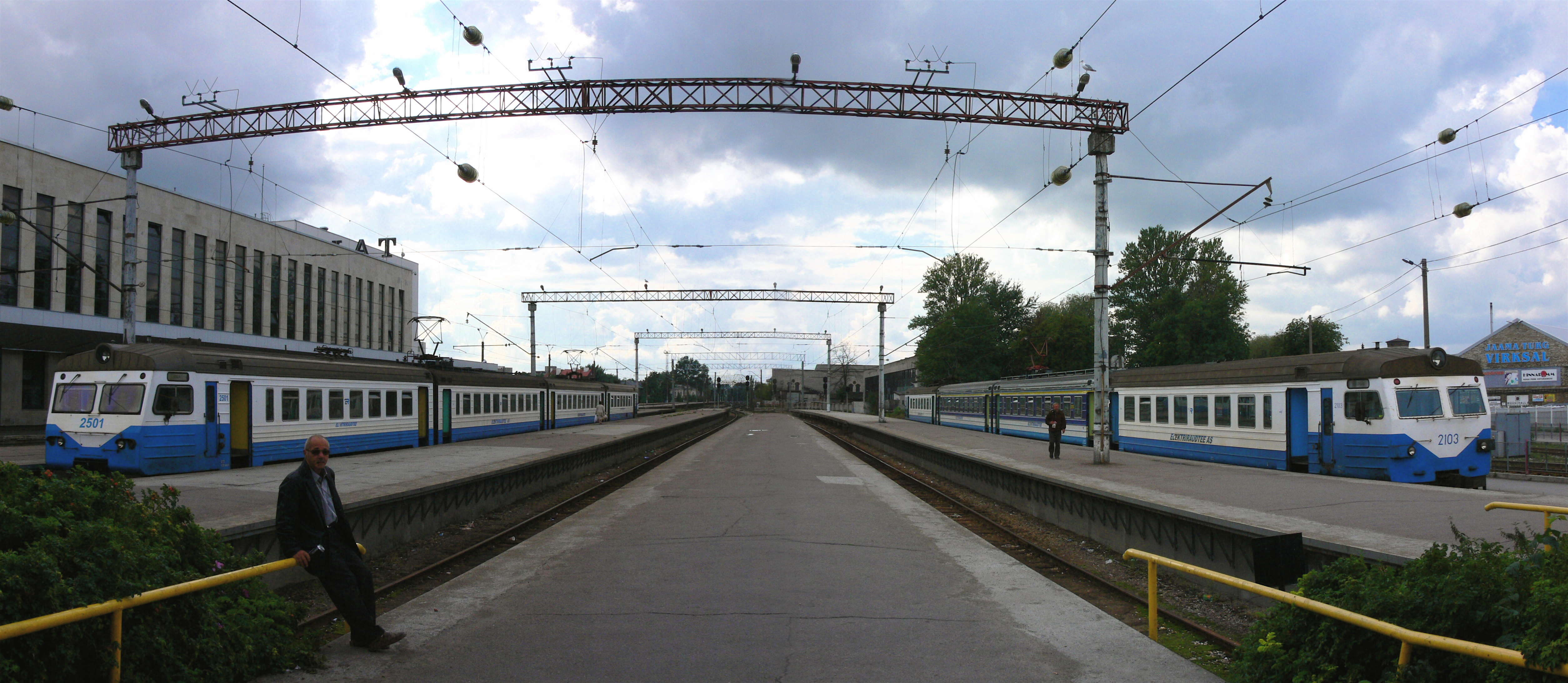
Estació de tren a Tallinn

  - Estació de tren a Tallinnsense canvi de calibre: Letònia i Rússia.

Entre els operadors de línies ferroviàries, el més important és Eesti Raudtee.

### Enllaços ferroviaris amb països adjacents
- Letònia – sí – calibre 1,520 mm
- Rússia – sí – calibre 1,520 mm

A partir de 2023, el projecte Rail Baltica per enllaçar una línia d'alta velocitat a través de Letònia i Lituània amb Polònia, està previst que finalitzi el 2030. Es preveu l'inici dels serveis en alguns dels trams al 2028.

## Tren lleuger

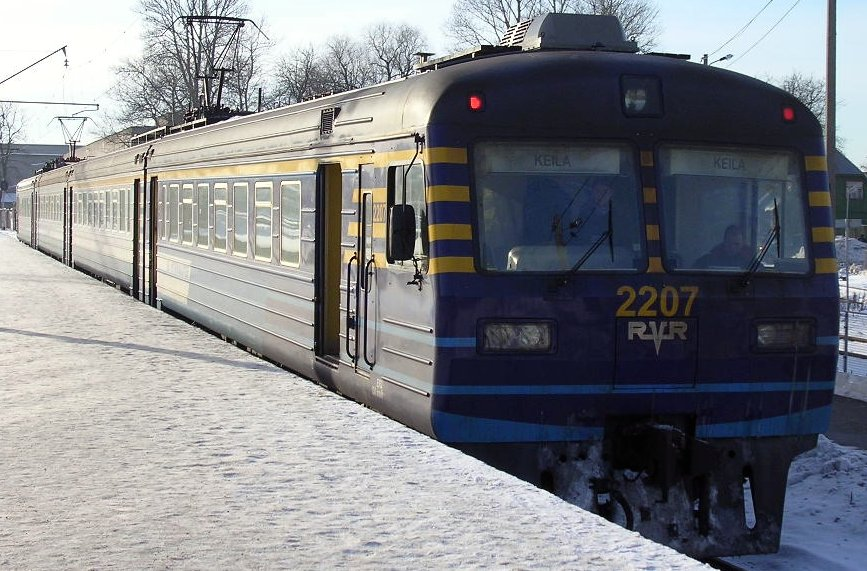
Tren a Tallinn el 2006

Hi ha hagut una xarxa de tramvies en creixement a Tallinn, Estònia, des de 1888, quan el trànsit es va iniciar amb tramvies propulsats per cavalls. La primera línia es va electrificar el 28 d'octubre de 1925. Els primers tramvies elèctrics van ser construïts per Dvigatel, Ltd., a Tallinn, abans de la Segona Guerra Mundial i durant alguns anys després, l'últim el 1954.

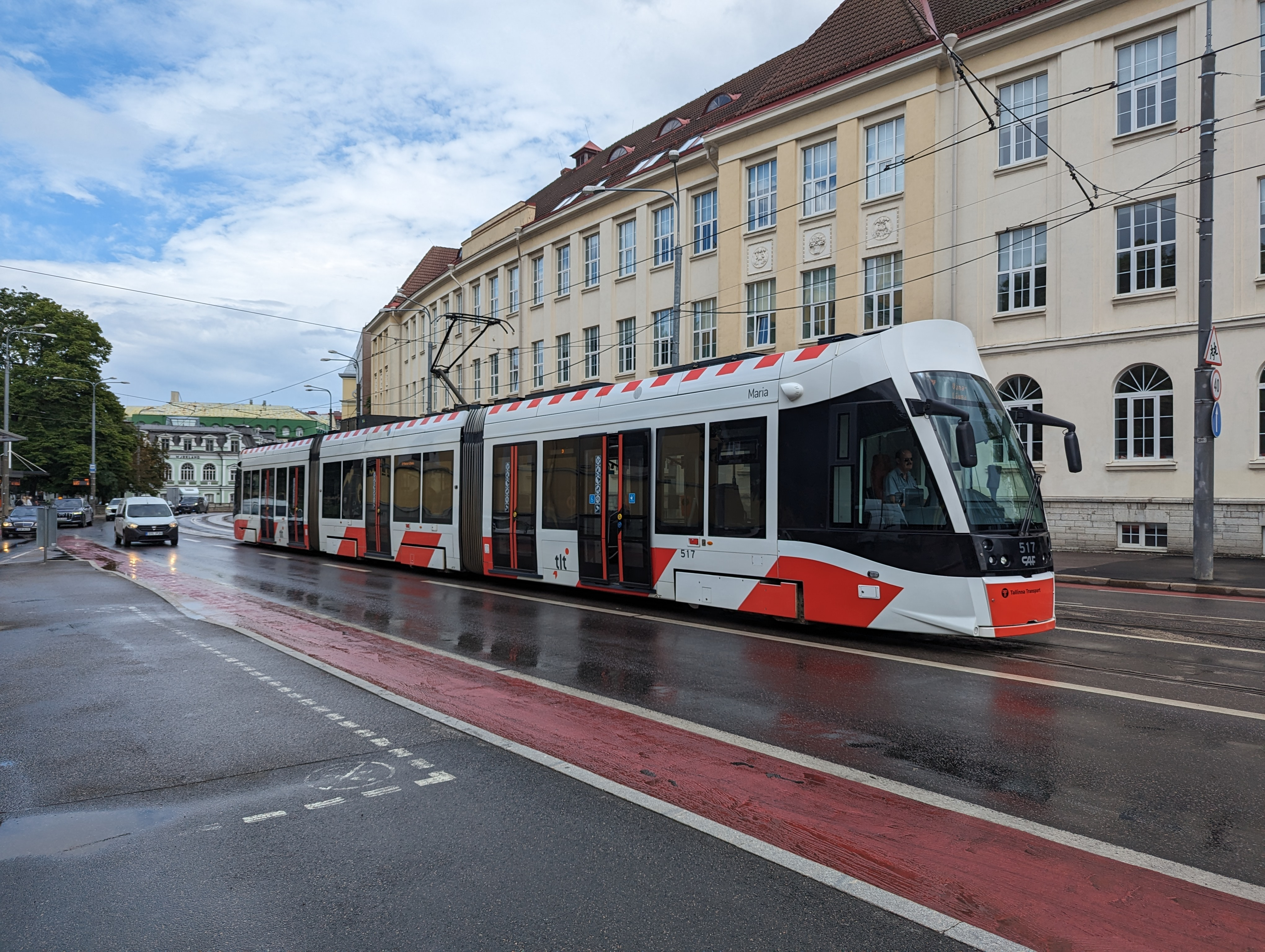
Tramvia a Tallinn al 2024

A les dècades de 1920 i 1930 també es van utilitzar tramvies de gas. Des de 1955 a 1988 es van utilitzar tramvies de construcció alemanya. En total, hi havia 20 tramvies LOWA T54-B54 (en ús des de febrer de 1955 fins a març de 1977), 11 Gotha T57-B57 (en ús des de gener de 1958 fins a juny de 1978), 5 Gotha T59E-B59E (en ús des de juny de 1960 fins a febrer de 1982), Gotha-2 (en ús des de febrer de 1960 fins a febrer de 1982). de 1962 a 1981) i 50 tramvies Gotha G4 (en ús des de gener de 1965 fins a octubre de 1988). El primer ČKD Tatra T4SU de construcció txecoslovaca va arribar el 1973. Els tramvies T4SU van estar en ús des del maig de 1973 fins al setembre de 2005 i n'hi havia 60. El primer KT4SU va arribar a Tallinn el 1981 i es va utilitzar per primera vegada el 10 de març de 1981. El 2007, hi havia 56 KT4SU, 12 KTNF6 (KT4SU reconstruïts, 10 locals, un de Gera i un d'Erfurt ) i 23 KT4D (12 de Gera, 6 de Cottbus, 1 de Frankfurt (Oder) i 5 d'Erfurt) en ús. A partir del 2018, hi ha quatre línies: 1 ( Kopli - Kadriorg ), 2 (Kopli- Ülemiste), 3 (Tondi - Kadriorg) i 4 (Tondi- Lennujaam (Aeroport). També hi ha hagut les línies 5 (Kopli- Vana-Lõuna, tancades l'any 2004 per un ús reduït) i la 6 (Kopli-Tondi, utilitzada temporalment en temps de reparació).

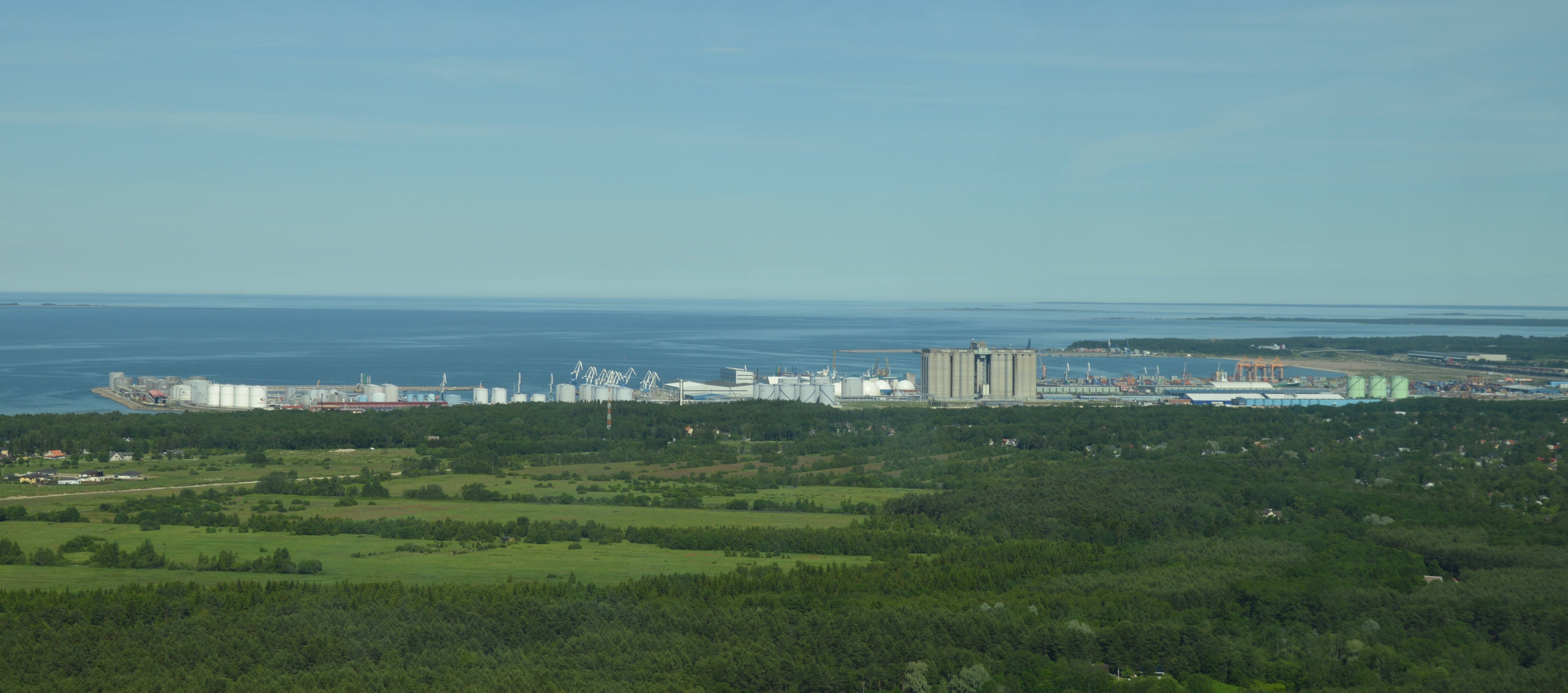
Port de Muuga, al 2015

## Ports i molls
Estònia té 45 ports al registre estatal de ports. Amb algunes excepcions, tots es troben a la mar Bàltica.
Els ports més grans són el Port de Muuga (a prop de Tallinn), Tallinn (comprèn diversos ports), Paldiski, Kunda, Pärnu i Sillamäe.

## Marina mercant
Des de l'any 2014, no hi ha cap vaixell de més de 500 tb al registre estonià. Uns 60 vaixells mercants són propietat efectiva a Estònia, la majoria d'ells registrats a Malta. El govern ha iniciat una campanya per retornar alguns d'aquests vaixells al registre estonià.

## Aeroports

Destinacions des de l'aeroport de Tallin

L'aeroport de Tallinn Lennart Meri és l'aeroport més gran d'Estònia.

### Aeroports amb pistes pavimentadesː
total: 12
- més de 3.047 m: 1
- 2.438 a 3.047 m: 7
- 1.524 a 2.437 m: 1
- De 914 a 1.523 m: 3 (2007)

### Aeroports amb pistes sense asfaltar
total: 7
- més de 3.047 m: 1
- 1.524 a 2.437 m: 2
- 914 a 1.523 m: 1
- menys de 914 m: 3 (2007)

### Heliports
1 (2007)

## Conducció
- Gasolina 859 km (2007)[4]

## Canals d'aigua

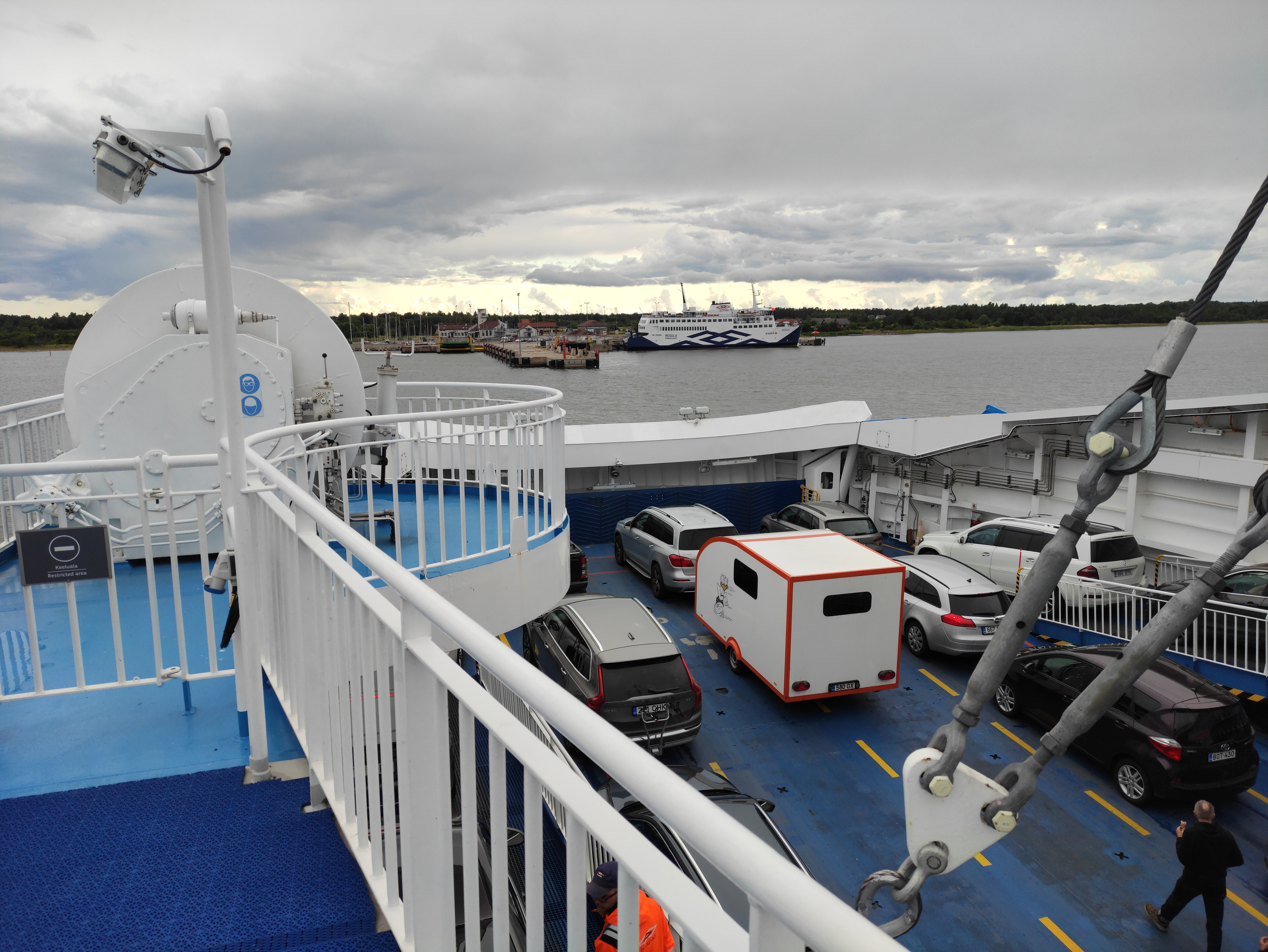
Ferry Virtsu - Kuivastu, al 2022

- Ferry Virtsu - Kuivastu, al 2022320 km navegables de manera permanent

Rutes de transport per aigua en funcionament actualment:
- Internacional:
  - Ferri Tallinn - Hèlsinki i vaixells d'alta velocitat (de temporada).
  - Ferri Tallinn – Mariehamn (Åland) – Estocolm
  - Ferri Paldiski – Kappelskär (Suècia).
  - Ferri Tallinn – Visby ( Gotland) (creuer de temporada).
- Nacional:
  - Estònia occidental:
    - Ferri Rohuküla – Sviby (illa de Vormsi).
    - Ferri Rohuküla – Heltermaa (illa Hiiumaa).
    - Ferri Sõru (illa Hiiumaa) – Triigi (illa Saaremaa).
    - Ferri Virtsu – Kuivastu ( illa de Muhu).
    - Vaixell-ferri Pärnu – illa Kihnu
    - Munalaid - Ferri de vaixells a l'illa de Kihnu
    - Munalaid - Illot de Manilaid vaixell-ferri i vaixell
    - Roomassaare (illa de Saaremaa) - ferri i vaixell de l'illa d'Abruka
    - Ferri Munalaid - Illa Ruhnu (xàrter) i ferri d'embarcacions d'alta velocitat (de temporada)
    - Ferri d'embarcacions d'alta velocitat Pärnu – Illa Ruhnu (estacional).
    - Roomassaare (illa de Saaremaa) - ferri d'embarcacions d'alta velocitat a l'illa de Ruhnu (estacional)
    - Rohuküla – Vaixell de l'illot Hobulaid (xàrter).

  - Nord d'Estònia:
    - Vaixell-ferri de Leppneeme – Illa Prangli
    - Vaixell Tallinn – Aegna Island (de temporada).
    - Vaixell Tallinn – Illa Naissaar (de temporada).
    - Vaixell Dirhami – Illa Osmussaar (de temporada).
    - Embarcació Kurkse – Illa Väike-Pakri (xàrter).

  - Llac Peipus i riu Emajõgi:
    - Ferri de Laaksaare a l'illa de Piirissaar
    - Ferri per cable Kavastu (temporal) que travessa el riu Emajõgi